# Абержель, Лоран
Лора́н Аберже́ль (фр. Laurent Abergel; род. 1 февраля 1993, Марсель) — французский футболист, полузащитник клуба «Лорьян».

## Карьера
Абержель — воспитанник академии «Олимпик Марсель». Летом 2013 года подписал свой первый профессиональный контракт. 29 января 2014 года дебютировал за «Олимпик Марсель» в чемпионате Франции против «Валансьен», заменив Флорьяна Товена на 88-й минуте. В сентябре 2014 года на правах аренды перешёл в клуб Лиги 2 «Аяччо». Летом 2015 года по истечении срока аренды Абержель подписал с «Аяччо» контракт на полноценной основе.
Летом 2017 года на правах свободного агента перешёл в «Нанси». 28 июля дебютировал за клуб в матче против «Орлеана».
Летом 2019 года защитник подписал трехлетний контракт с «Лорьяном», с которым уже в дебютном сезоне выиграл Лигу 2 и завоевал повышение в Лигу 1. 3 июня 2023 года продлил контракт с клубом до 2026 года.